# (4941) Yahagi
(4941) Yahagi – planetoida z pasa głównego asteroid okrążająca Słońce w ciągu 5 lat i 252 dni w średniej odległości 3,19 j.a. Została odkryta 25 października 1986 roku w Toyota przez Kenzō Suzuki i Takeshiego Uratę. Nazwa planetoidy pochodzi od rzeki Yahagi, przepływającej przez Aichi, rodzinne miasto odkrywców. Przed nadaniem nazwy planetoida nosiła oznaczenie tymczasowe (4941) 1986 UA.